# ناتوری ۵۵۲۰
سیارک ۵۵۲۰ (به انگلیسی: 5520 Natori، نامگذاری:1990RB) پنج هزار و پانصد و بیستمین سیارک کشف شده‌است که در ۱۲ سپتامبر ۱۹۹۰ کشف شد.
قدر مطلق سیارک برابر ۱۱٫۸۰ است.